# Torre Bruxelas
Frente da torre e edifício operacional em março de 2023
Torre Bruxelas é uma torre de transmissão televisiva da RedeTV! São Paulo. É a mais alta torre do bairro de Sumaré, localizada na Rua Bruxelas,199.
Foi construída entre finais de 1982 e início de 1983, para Rede Manchete. Hoje é utilizada pela RedeTV! São Paulo. Projetada por Oscar Niemeyer. Foi a segunda iluminada, amarela, como a da TV Gazeta, porém seu topo era branco. Suas lâmpadas hoje em dia não são mais acesas, porém destaca-se no seu topo o impressionante conjunto de elementos das antenas digitais instaladas pela RedeTV!.

## Transmissões
A Torre Bruxelas transmite os seguintes canais de televisão:
| Canal          | Descrição         | Transmissão   |
| -------------- | ----------------- | ------------- |
| 29 UHF digital | RedeTV! São Paulo | 2007-presente |

### Já foi transmitido
| Canal  | Descrição             | Transmissão |
| ------ | --------------------- | ----------- |
| 09 VHF | TV Manchete São Paulo | 1983-1999   |
| 09 VHF | RedeTV! São Paulo     | 1999-2017   |